# Scott (Luizjana)
Scott – miasto w Stanach Zjednoczonych, w stanie Luizjana, w parafii Lafayette.